# Білоголова тимелія
Білоголова тиме́лія (Gampsorhynchus) — рід горобцеподібних птахів родини Pellorneidae. Представники цього роду мешкають в Гімалаях і Південно-Східній Азії.

## Види
Виділяють два види:
- Тимелія білоголова (Gampsorhynchus rufulus)
- Тимелія ясноока (Gampsorhynchus torquatus)

## Етимологія
Наукова назва роду Gampsorhynchus походить від сполучення слів дав.-гр. γαμψος — кривий і ρυγχός — дзьоб.